# Argonnerwaldlied
L’Argonnerwaldlied (« Chanson de la forêt de l'Argonne ») est une marche militaire allemande datant de la Première Guerre mondiale. 
Elle a été composée par Hermann Albert Gordon en 1914/1915. Elle a été utilisée par l'Empire allemand durant la Première Guerre mondiale ainsi que par l'Allemagne nazie durant la Seconde Guerre mondiale.  

## Paroles
« Argonnerwald, um Mitternacht,
Ein Pionier stand auf der Wacht.
Ein Sternlein hoch am Himmel stand
Bringt ihm 'nen Gruß aus fernem Heimatland. 
Und mit dem Spaten in der Hand
Er vorne in der Sappe stand.
Mit Sehnsucht denkt er an sein Lieb
Ob er sie wohl noch einmal wiedersieht? 
Und donnernd dröhnt die Artill'rie.
Wir stehen vor der Infantrie.
Granaten schlagen bei uns ein,
Der Franzmann will in unsere Stellung 'rein.
Er frug nicht warum und nicht wie,
Tat seine Pflicht wie alle sie.
In keinem Liede ward´s gehört,
Ob er geblieben oder heimgekehrt.
Bedroht der Feind uns noch so sehr,
Wir Deutsche fürchten ihn nicht mehr.
Und ob er auch so stark mag sein,
In unsere Stellung kommt er doch nicht 'rein.
Der Sturm bricht los, die Mine kracht,
Der Pionier gleich vorwärts macht.
Bis an den Feind macht er sich ran
Und zündet dann die Handgranate an. 
Die Infantrie steht auf der Wacht,
Bis daß die Handgranate kracht,
Geht dann mit Sturm bis an den Feind,
Mit Hurra nimmt sie dann die Stellung ein. 
Der Franzmann ruft: Pardon Monsieur!
Hebt beide Hände in die Höh,
Er fleht uns dann um Gnade an,
Die wir als Deutsche ihm gewähren dann. 
Bei diesem Sturm viel Blut auch floß,
Manch junges Leben hat's gekost´.
Wir Deutsche aber halten stand,
Für das geliebte, teure Vaterland. 
Argonnerwald, Argonnerwald,
Ein stiller Friedhof wirst du bald!
In deiner kühlen Erde ruht
So manches tapfere Soldatenblut. 
Und komm' ich einst zur Himmelstür,
Ein Engel Gottes steht dafür:
Argonnerkämpfer, tritt herein,
Hier soll für dich der ew'ge Friede sein. 
Du Pionier um Mitternacht,
Heut' steht ganz Deutschland auf der Wacht.
In Treue fest, im Wollen rein,
Als eine neue starke Wacht am Rhein ! ».